# Lepus microtis
La lepre di savana (Lepus microtis Heuglin, 1865) è un mammifero lagomorfo della famiglia dei Leporidi.
Un tempo classificata come una serie di sottospecie di Lepus saxatilis, attualmente molti studiosi sono più propensi a classificare questo animale come specie a sé stante: dopo vari cambi di nome (Lepus crawshayi, Lepus whytei, Lepus victoriae) la specie è stata classificata col nome attuale ed addirittura ascritta ad un diverso sottogenere rispetto alla specie nella quale era precedentemente inclusa.

## Distribuzione
Con quattro sottospecie accertate (Lepus microtis angolensis, Lepus microtis microtis, Lepus microtis senegalensis e Lepus microtis whytei, mentre la sottospecie crawshayi è attualmente classificata come Lepus fagani) occupa un ampio areale che si estende nel Sahel dall'estremità meridionale del Sahara occidentale all'Etiopia occidentale, prolungandosi poi verso sud lungo la costa orientale africana fino al Sudafrica. Popolazioni isolate sono presenti anche in Angola ed Algeria centro-occidentale.
Il suo habitat è costituito dalle aree cespugliose con ampi spazi aperti e ricoperti dall'erba alta: nelle aree dove c'è simpatria con altre specie congeneri (Lepus saxatilis, Lepus fagani, Lepus capensis) la lepre di savana si stabilisce in aree più elevate o più cespugliose rispetto alle altre, evitando così di entrare in competizione.

## Descrizione

### Dimensioni
Misura fino a 60 cm di lunghezza, per un peso massimo che può sfiorare i 3 kg.

### Aspetto
L'aspetto nel complesso è allungato e slanciato, con orecchie lunghissime e strette.
Il pelo è bruno dorsalmente, con brizzolature bianche particolarmente evidenti sul quarto posteriore: bianchi sono anche la gola, le guance, la zona perioculare, il basso ventre, l'interno delle zampe, le orecchie e la parte inferiore della coda, mentre petto e fianchi sono di colore bruno-rossiccio. La punta di orecchie e coda è nera.

## Biologia
Come tutte le lepri, ha abitudini principalmente solitarie, crepuscolari e notturne, ma la si può vedere anche durante il giorno in giornate particolarmente nuvolose: trascorre i periodi di inattività riposando nel folto della vegetazione, confidando nella sua assoluta mobilità e nel manto estremamente mimetico per non essere vista. In caso di pericolo, si dà alla fuga solo se l'aggressore si avvicina troppo, in caso contrario rimane perfettamente immobile fino a quando esso non si sia allontanato abbastanza.

### Alimentazione
Si tratta di un animale esclusivamente erbivoro: la percentuale di foglie, germogli, erbe ed altro materiale di origine vegetale nella sua dieta varia a seconda della zona presa in considerazione, in ogni caso la lepre di savana mangia qualsiasi parte di pianta riesca a trovare e sminuzzare coi forti denti. Come tutti i lagomorfi, la lepre di savane è inoltre solita praticare la coprofagia, per ridigerire il cibo ed estrarne la maggiore quantità possibile di nutrienti.

### Riproduzione
Il periodo riproduttivo si concentra nei mesi caldi, che sono diversi a seconda della porzione di habitat di questa specie presa in considerazione, anche se in genere si possono trovare femmine con cuccioli durante tutto l'arco dell'anno: in ogni caso, la gestazione dura attorno alle sei settimane ed il numero di cuccioli è compreso fra uno e quattro. I piccoli, già ricoperti di pelo ed in grado di vedere alla nascita, restano con la madre fino allo svezzamento, dopodiché si allontanano, ma anche se acquistano l'indipendenza non sono in grado di riprodursi prima dell'anno circa d'età, quando raggiungono la maturità sessuale.